# Pan Yuliang

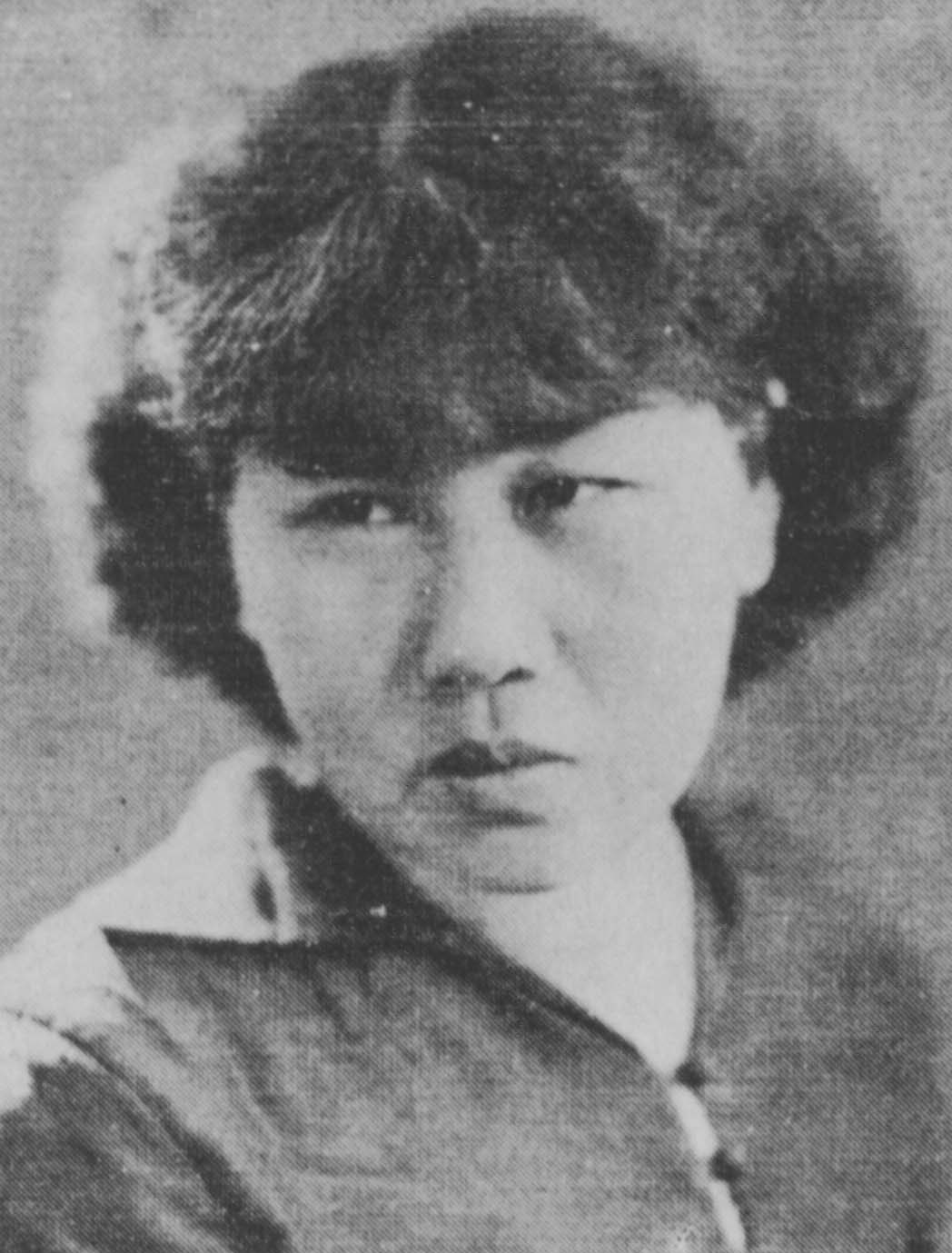
Pan Yuliang

Pan Yuliang (* 14. Juni 1895 in Anhui, Kaiserreich China; † 22. Juli 1977 in Paris, Frankreich) war eine chinesische Malerin, Grafikerin und Bildhauerin. Sie wurde als Zhang Yuliang geboren.

## Leben
Pan Yuliang verlor mit 14 Jahren ihre Eltern und wurde von ihrem Onkel großgezogen. Der verkaufte sie in jungen Jahren an ein Bordell. Dort wurde sie auf einen Finanz- und Zollbeamten (Pan Zanhua) angesetzt, um diesen zu korrumpieren. Dieser kaufte sie umgehend aus dem Bordell frei und nahm Pan Yuliang als zweite Ehefrau. Sie begann zu malen und machte eine Ausbildung unter dem Kunstmaler Liu Haisu an der Kunstakademie in Shanghai. Dort gewann sie einen Wettbewerb und bekam ein Stipendium zum Studium in Paris. Sie versuchte, mit ihrem Malstil an die Expressionisten dieser Zeit anzuknüpfen. Dabei lebte sie unter sehr ärmlichen Bedingungen und hatte dabei künstlerisch einigen Erfolg, den sie aber nicht kommerziell umsetzte. Um die italienischen Meister zu studieren, lebte sie einige Jahre in Rom und kehrte dann nach Shanghai zurück. Ihre Bilder, darunter Aktmodelle (meistens Selbstporträts), sorgten in China (Shanghai), auch bedingt durch ihre Herkunft als Prostituierte, für viele Kontroversen, die darin mündeten, dass eine ihrer Ausstellungen in Shanghai verwüstet und sehr viele Bilder ihrer ersten Schaffensperiode zerstört wurden. Nach diesem Vorfall folgte sie – kurz vor dem Angriff der Japaner auf Shanghai im Jahre 1937 – einer Einladung namhafter Galeristen nach Paris.
Bedingt durch die politischen Wirren des Zweiten Weltkrieges und des darauf folgenden Chinesischen Bürgerkriegs zwischen Republikanern um Chiang Kai-shek und Kommunisten um Mao Zedong kehrte sie nie mehr nach China zurück, behielt aber ihre chinesische Staatsbürgerschaft. Pan Yuliang starb 1977 im Alter von 82 Jahren in armen Verhältnissen in Paris und wurde dort auf dem Cimetière Montparnasse beigesetzt.
Ihre Geschichte wurde in einem Biografie-Roman der Schriftstellerin Jennifer Cody Epstein The painter from Shanghai (deutsch: Die eiserne Orchidee) beschrieben und in einem Film 1995 mit dem Titel: Hua Hun (A Soul Haunted by Painting) unter der Kameraführung von Lü Yue verfilmt. Ihre Bilder sind weltweit verstreut, die meisten Bilder findet man in Ausstellungen in ihrer Heimatprovinz.